# Hélion de Villeneuve
Hélion de Villeneuve, francoski vitez, * 1270, Les Arcs-sur-Argens, Var, † 1346, Rodos.
Med letoma 1319 in 1346 je bil veliki mojster vitezov hospitalcev.